# It's Not Easy
«It's Not Easy» —en español: «No es fácil»—  es una canción de la banda británica de rock The Rolling Stones. Fue incluida como décima pista del álbum Aftermath, lanzado el 15 de abril de 1966 en el Reino Unido y 20 de junio de 1966 en los Estados Unidos. 
Esta pieza de pop blues fue escrita por Mick Jagger y Keith Richards, se grabó entre el 6 y el 9 de marzo de 1966, en los RCA Studios de Los Ángeles.
El crítico de Allmusic Richie Unterberger, describe a la canción: "El álbum Aftermath vio a los Stones comenzando a dominar la escritura de material original con sensación blusera, pero no se adhieren a las convenciones del blues rígidas melódicamente, creando una especie de híbrido blues-pop que fue muy original para la música rock de mediados de los años 60. «It's Not Easy» es un buen ejemplo, y una de las mejores canciones del álbum, aunque nunca es bien conocida por los oyentes cuya exposición a la banda radica principalmente en la radio, conciertos y colecciones de grandes éxitos".

## Personal
Acreditados:
- Mick Jagger: voz, coros.
- Keith Richards: guitarra eléctrica, coros.
- Brian Jones: guitarra eléctrica, órgano.
- Bill Wyman: bajo.
- Charlie Watts: batería.